# Natalie Morales (actriz)
Natalie Morales (Kendall, Florida, 15 de febrero de 1985) es una actriz estadounidense. Tuvo varias apariciones en la primera temporada de la serie de USA Network White Collar. En 2010, apareció en las películas Wall Street 2: El dinero nunca duerme y Going the Distance, protagonizada por Drew Barrymore.

## Vida y carrera
Nacida en Kendall, Florida, un suburbio de Miami, Morales es de ascendencia cubana. Asistió a la escuela católica St. Agatha siendo niña y más adelante asistió a la escuela secundaria Southwest. Participó en el taller de periodismo de la escuela secundaria Dow Jones Minority en la Universidad de Miami.
Morales participó como actriz invitada en CSI: Miami en 2006, y tuvo un papel en Pimp My Ride ese mismo año, la versión en videojuego de la serie de MTV Pimp My Ride. Su primer papel importante fue en The Middleman, una comedia dramática de ciencia ficción transmitida en ABC Family por una temporada. Su personaje, Wendy Watson, era la protagonista de la serie, adaptada del cómic The Middle Man. Morales también protagonizó y produjo la serie web Quitters. La serie fue seleccionada en el tercer festival anual ITVFest en Los Ángeles en agosto de 2008.
En 2009, Morales se unió al elenco de la serie de televisión de USA Network White Collar, en su primera temporada. Interpretó a Lauren Cruz, una agente novata del FBI. En mayo de 2010, Morales empezó a participar en la comedia de situaciones de la NBC Parks and Recreation, interpretando a Lucy, la novia del personaje de  Aziz Ansari, Tom Haverford y bartender en el bar The Snakehole Lounge, y recientemente participó en un special del Doctor Who para hablar del fenómeno de la regeneración.
Morales apareció en la película de Oliver Stone de 2010 Wall Street 2: El dinero nunca duerme, una secuela de su película de 1987 Wall Street. Fue elegida como la mejor amiga de Chelsea Handler en Are You There Vodka? y también apareció en el drama creado por Aaron Sorkin The Newsroom, con el personaje invitado de Kaylee, la novia del personaje de Dev Patel, Neal.

## Filmografía

### Cine y televisión
| Año       | Título                                | Papel                                    | Notas                                                   |
| --------- | ------------------------------------- | ---------------------------------------- | ------------------------------------------------------- |
| 2006      | CSI: Miami                            | Anya Boa Vista                           | Serie de TV, episodio: "Darkroom"                       |
| 2006      | Pimp My Ride                          | Aiyana                                   | Videojuego                                              |
| 2008      | Quitters                              | Natalie                                  | Serie en línea                                          |
| 2008      | The Middleman                         | Wendy Watson                             | Serie de TV, 12 episodios                               |
| 2009      | Boldly Going Nowhere                  | Ruby                                     | Película para TV                                        |
| 2009      | Rockville CA                          | Isabel                                   | Serie en línea, episodio: "Shoegazed"                   |
| 2010      | The Time Machine                      | Natalie                                  | Cortometraje                                            |
| 2009–2010 | White Collar                          | Lauren Cruz                              | Serie de TV, 12 episodios                               |
| 2010      | Wall Street 2: El dinero nunca duerme | Corredora de bolsa de Churchill Schwartz |                                                         |
| 2010      | The Subpranos                         | Beatrice Ramírez                         | Serie en línea, episodio: "Gypsies, Tramps and Thieves" |
| 2010      | Going the Distance                    | Brandy                                   |                                                         |
| 2011      | The Cape                              | Kia                                      | Serie de TV, episodio: "The Lich (Parte 1)"             |
| 2011      | 6 Month Rule                          | Sophie                                   |                                                         |
| 2010–2011 | Parks and Recreation                  | Lucy                                     | Serie de TV, 5 episodios                                |
| 2011      | Freeloaders                           | Chica del punto rojo                     |                                                         |
| 2012      | The Newsroom                          | Kaylee                                   | Serie de TV, 2 episodios                                |
| 2012      | 90210                                 | Ashey Howard                             | Serie de TV, 3 episodios                                |
| 2015-2016 | The Grinder                           | Claire Lacoste                           | Serie de TV, personaje principal                        |
| 2017-2018 | Santa Clarita Diet                    | Policía Garcia                           | 10 episodios                                            |
| 2018      | Spider-Man: Un nuevo universo         | Miss Calleros                            |                                                         |
| 2019      | Stuber                                | Nicole                                   |                                                         |
| 2020      | Dead to me                            | Michelle                                 | Temporada 2                                             |
| 2023      | No Hard Feelings                      | Sara                                     |                                                         |
| 2024      | Self Reliance                         | TBA                                      |                                                         |